# Sparta (Wisconsin)
Sparta é uma cidade localizada no estado norte-americano de Wisconsin, no Condado de Monroe.

## Demografia
Segundo o censo norte-americano de 2000, a sua população era de 8648 habitantes.
Em 2006, foi estimada uma população de 9022, um aumento de 374 (4.3%).

## Geografia
De acordo com o United States Census Bureau tem uma área de
14,4 km², dos quais 14,2 km² cobertos por terra e 0,2 km² cobertos por água. Sparta localiza-se a aproximadamente 241 m acima do nível do mar.

## Localidades na vizinhança
O diagrama seguinte representa as localidades num raio de 24 km ao redor de Sparta.